# Poliakovce
Poliakovce és un poble i municipi d'Eslovàquia. Es troba a la regió de Prešov, al nord del país. La primera referència escrita de la vila data del 1414.

## Demografia
| Godina             | 1994 | 2004   | 2014   | 2024   |
| ------------------ | ---- | ------ | ------ | ------ |
| Nombre de persones | 397  | 372    | 368    | 378    |
| Diferència         |      | −6,29% | −1,07% | +2,71% |

| Godina             | 2023 | 2024 |
| ------------------ | ---- | ---- |
| Nombre de persones | 378  | 378  |
| Diferència         |      | +0%  |